# Нагрев
Нагрев — искусственный либо естественный процесс повышения температуры материала/тела, либо за счёт внутренней энергии, либо за счёт подведения к нему энергии извне. Для подведения энергии извне используется специальное устройство — нагреватель (нагревательный элемент), того или иного вида и конструкции.

## Физика процесса
Нагрев тела происходит за счёт увеличения скорости движения либо колебаний молекул и атомов, составляющих его. Движение молекул и атомов в разных телах происходит по-разному.
- Нагрев газов — молекулы газов беспорядочно движутся с большими скоростями (сотни м/с) по всему объёму газа. Сталкиваясь, они отскакивают друг от друга, изменяя величину и направление скоростей.
- Нагрев жидкостей — молекулы жидкости колеблются около равновесных положений (так как расположены почти вплотную друг к другу) и сравнительно редко перескакивают из одного равновесного положения в другое. Движение молекул в жидкостях является менее свободным, чем в газах, но более свободным, чем в твердых телах.

В твёрдых телах частицы колеблются около положения равновесия. С ростом температуры скорость частиц увеличивается, поэтому хаотическое движение частиц принято называть тепловым.
Нагрев тела зависит от его теплоёмкости и теплопроводности.

## Нагрев в химии
Нагревание в химической технологии в основном используют для ускорения массообменных и химических процессов, температурные условия протекания которых определяется выбором теплоносителя и способа нагрева:
- нагрев водяным паром;
- нагрев горячими жидкостями;
- нагрев точечными газами[неизвестный термин];
- нагрев электрическим током;
- нагрев излучением.

## Применение

### В технике
- Индукционный нагрев — метод бесконтактного нагрева токами высокой частоты электропроводящих материалов.
- Диэлектрический нагрев — метод нагрева диэлектрических материалов переменным во времени электрическим полем.
- Анодный электролитный нагрев — теплофизические и электрохимические процессы на поверхности анода, связанные с локальным вскипанием жидкости за счет выделения джоулева тепла. Используется для скоростного упрочнения поверхностей деталей, скоростной цементации, азотирования, борирования, нитроцементации и/или закалки в рабочем электролите. Анодная электрохимико-термическая обработка сталей и сплавов позволяет увеличить поверхностную твердость, износостойкость, коррозионную устойчивость.

### В быту
- Кипячение — процесс нагрева воды до точки кипения
- Водонагреватель
- Отопление
- Обогреватель